# 利特爾福爾斯 (紐約州鎮)
利特爾福爾斯（英語：Little Falls）是一個位於美國紐約州赫基默縣的鎮。

## 人口
根據2020年美國人口普查的數據，利特爾福爾斯的面積為58.28平方千米，當中陸地面積為57.86平方千米，而水域面積為0.42平方千米。當地共有人口1497人，而人口密度為每平方千米26人。